# Serge Joncour
Serge Joncour (Parigi, 28 novembre 1961) è uno scrittore e sceneggiatore francese.

## Biografia
Serge Joncour è nato a Parigi nel 1961.
Dopo avere abbandonato gli studi di filosofia, ha svolto diversi mestieri (pubblicitario e istruttore di nuoto) prima di esordire in letteratura nel 1998 con il romanzo Vu.
Nel corso della sua carriera ha ricevuto numerosi premi letterari tra cui il Prix des Deux Magots nel 2015 per L'Écrivain national e il Prix Interallié l'anno successivo per Affidati a me.
Attivo anche in ambito cinematografico, due sue opere sono state trasposte in pellicole e ha inoltre curato la sceneggiatura del film La chiave di Sara.

## Opere

### Romanzi e Novelle
- Vu (1998)
- Kenavo (2000)
- Situations délicates (2001)
- In vivo (2002)
- Il gioco di Boris (U.V.) (2003), Roma, Fazi, 2006 traduzione di Luigi Bernardi ISBN 88-8112-700-8.
- Il privilegio di essere una star (L'Idole) (2004), Roma, Newton & Compton, 2006 traduzione di Arianna Capuani ISBN 88-541-0584-8.
- Les Collègues (2006)
- Que la paix soit avec vous (2006)
- Combien de fois je t'aime (2008)
- L'Homme qui ne savait pas dire non (2009)
- Bol d'air (2011)
- L'Amour sans le faire (2012)
- L'Écrivain national (2014)
- Affidati a me (Repose-toi sur moi) (2016), Roma, Edizioni e/o, 2018 traduzione di Alberto Bracci Testasecca ISBN 9788866329275.
- Chien-loup (2018)
- Nature humaine (2020)

### Memoir
- La nacre et le rocher (2012)

## Filmografia
- UV Seduzione fatale (2007) regia di Gilles Paquet-Brenner (soggetto e sceneggiatura dal suo romanzo Il gioco di Boris)
- Superstar (2012) regia di Xavier Giannoli (soggetto dal suo romanzo Il privilegio di essere una star)
- La chiave di Sara (2010) regia di Gilles Paquet-Brenner (sceneggiatura dal romanzo omonimo di Tatiana de Rosnay)

## Riconoscimenti e decorazioni
- Prix Jean-Freustié: 1999 per Vu
- Prix des Deux Magots: 2015 per L'Écrivain national
- Prix Interallié: 2016 per Affidati a me
- Cavaliere della Legion d'onore 2017
- Prix Femina: 2020 per Nature humaine[6]